# Jaraguá (kommun)
Jaraguá är en kommun i Brasilien.   Den ligger i delstaten Goiás, i den centrala delen av landet, 160 km väster om huvudstaden Brasília. Antalet invånare är 41 888.
Följande samhällen finns i Jaraguá:
- Jaraguá

Omgivningarna runt Jaraguá är huvudsakligen savann. Runt Jaraguá är det glesbefolkat, med 18 invånare per kvadratkilometer.